# ريان سويني
ريان سويني (بالإنجليزية: Ryan Sweeney)‏ (15 أبريل 1997 في المملكة المتحدة - ) هو لاعب كرة قدم بريطاني في مركز الدفاع. شارك مع منتخب جمهورية أيرلندا تحت 19 سنة لكرة القدم. أما مع النوادي، فقد لعب مع إيه أف سي ويمبلدون.

## وصلات خارجية
- ريان سويني على موقع قاعدة بيانات كرة القدم.إي يو (الإنجليزية)
- ريان سويني على موقع Soccerbase.com (لاعب) (الإنجليزية)
- ريان سويني على موقع Soccerway.com (الإنجليزية)
- ريان سويني على موقع AS.com (الإسبانية)